# صيغة متغيرة للكهرومغناطيسية الكلاسيكية
تشير الصيغة المتغيرة للكهرومغناطيسية الكلاسيكية إلى طرق كتابة قوانين الكهرومغناطيسية الكلاسيكية (على وجه الخصوص، معادلات ماكسويل وقوة لورنتس) في شكل ثابت بشكل واضح في ظل تحويلات لورينتز، في شكليات النسبية الخاصة باستخدام أنظمة إحداثيات بالقصور الذاتي المستقيمة. تجعل هذه التعبيرات من السهل إثبات أن قوانين الكهرومغناطيسية الكلاسيكية تأخذ نفس الشكل في أي نظام إحداثيات بالقصور الذاتي، وتوفر أيضًا طريقة لترجمة الحقول والقوى من إطار إلى آخر. ومع ذلك، هذا ليس عامًا مثل معادلات ماكسويل في الزمكان المنحني أو أنظمة الإحداثيات غير المستقيمة.
تستخدم هذه المقالة المعالجة الكلاسيكية للموترات وترميز أينشتاين في جميع الأنحاء، ويحتوي مكان مينكوفسكي على شكل مخطط (+1، −1، −1، −1). عندما يتم تحديد المعادلات على أنها عقد في فراغ، يمكن للمرء بدلاً من ذلك اعتبارها صياغة معادلات ماكسويل من حيث إجمالي الشحنة والتيار.
للحصول على نظرة عامة أكثر عمومية للعلاقات بين الكهرومغناطيسية الكلاسيكية والنسبية الخاصة، بما في ذلك الآثار المفاهيمية المختلفة لهذه الصورة، انظر الكهرومغناطيسية الكلاسيكية والنسبية الخاصة [الإنجليزية].